# Penisola Trinity

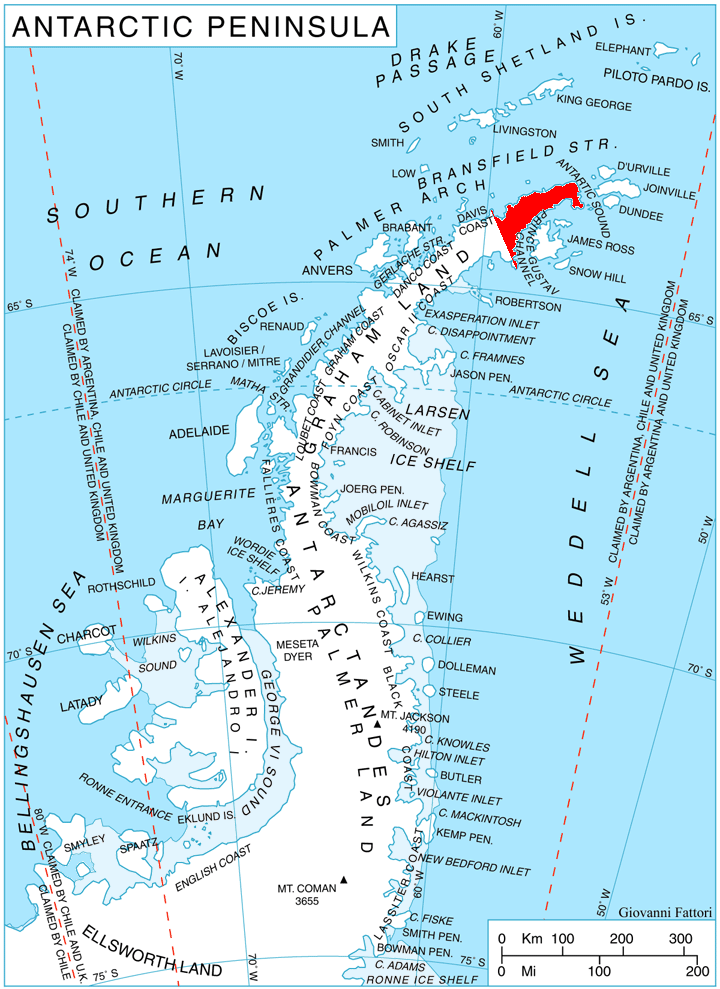
La penisola Trinity nella penisola Antartica.

La penisola Trinity è la parte più settentrionale della Terra di Graham, in Antartide. In particolare essa si estende verso nordest per circa 130 km fino a capo Dubouzet a partire da una linea immaginaria che connette capo Kjellman, sulla costa nordoccidentale, al confine nord della costa di Davis, con capo Longing, sulla costa nordorientale, al confine nord della costa di Nordenskjöld. Il punto più settentrionale della penisola, nonché di tutto il continente antartico, è rappresentato da punta Prime (chiamata anche capo Siffrey), 20 km a sudest della quale è situata, presso la baia della Speranza, la base di ricerca argentina chiamata Base Esperanza. Quest'ultima, inaugurata il 17 dicembre 1952, è famosa per aver ospitato la prima nascita su suolo antartico, quella di Emilio Marcos Palma nel 1978, e per ospitare tuttora una delle due comunità civili presenti in terra antartica.

## Storia
La penisola Trinity fu avvistata per la prima volta il 30 gennaio 1820 da Edward Bransfield, capitano della marina militare britannica, subito dopo aver completato la mappatura delle appena scoperte isole Shetland Meridionali. Nel secolo precedente la scoperta della penisola, i cartografi avevano identificato questa terra con vari nomi: Terra Trinity, Terra di Palmer, Terra di Luigi Filippo, ognuno dei quali con la propria motivazione storica. Il nome definitivo lo scelse proprio Bransfield (o almeno così è ritenuto dalla maggior parte degli studiosi di storia dell'Antartide) in onore della Trinity House, l'autorità generale britannica per i fari.
Nel febbraio 1838, Dumont D'Urville la ribattezzò Terra di Luigi Filippo credendo che fosse separata dalla penisola Antartica ad opera di un canale, poi rivelatosi inesistente, che battezzò Orleans. Solo nel 1902, Otto Nordenskjöld confermò che non si trattava di un'isola, scoprendo contemporaneamente che le isole di Vega, Cerro Nevado, e di James Ross erano effettivamente isole e non parte della penisola Trinity come supposto da James Clark Ross durante la sua spedizione del 1842.

## Mappa
- Penisola Trinity. Mappa topografica n. 5697 in scala 1:250000 dell'Institut für Angewandte Geodäsie and British Antarctic Survey, 1996.